# خورخه گرائو
خورخه گرائو (اسپانیایی: Jorge Grau‎؛ ۲۷ اکتبر ۱۹۳۰ – ۲۶ دسامبر ۲۰۱۸) یک کارگردان فیلم، نویسنده، نقاش اهل اسپانیا بود.
از فیلم‌ها یا مجموعه‌های تلویزیونی که وی در آن‌ها نقش داشته‌است می‌توان به آکتئون اشاره نمود.